# کیک میوه‌ای (آلبوم چندآهنگه سابرینا کارپنتر)
کیک میوه‌ای (انگلیسی: Fruitcake) دومین آلبوم چندآهنگه (ئی‌پی) از خواننده آمریکایی، سابرینا کارپنتر است و نخستین آلبوم کریسمسی او به‌شمار می‌رود. این آلبوم در ۱۷ نوامبر ۲۰۲۳ توسط آیلند رکوردز منتشر شد و تولید آن بر عهدهٔ جولیان بونتا و جان رایان بوده است.

## جدول‌های موسیقی
| جدول (۲۰۲۳–۲۰۲۴)                       | بالاترین جایگاه |
| -------------------------------------- | --------------- |
| آلبوم‌های استرالیایی (ای‌آرآی‌ای)         | ۱۴              |
| آلبوم‌های اتریشی (آلبوم‌های او۳)         | ۱۷              |
| آلبوم‌های بلژیکی (اولتراتاپ فلاندرز)    | ۶               |
| آلبوم‌های بلژیکی (اولتراتاپ والونیا)    | ۳۸              |
| آلبوم‌های کانادایی (بیلبورد)            | ۲۹              |
| آلبوم‌های بین‌المللی کرواتی (اچ‌دی‌یو)     | ۱۵              |
| آلبوم‌های هلندی (جدول‌های هلند)          | ۲               |
| آلبوم‌های فنلاندی (جدول رسمی فنلاند)    | ۴۶              |
| آلبوم‌های آلمانی (۱۰۰ آلبوم برتر رسمی)  | ۲۰              |
| آلبوم‌های ایرلندی (شرکت جدول‌های رسمی)   | ۱۷              |
| آلبوم‌های لیتوانیایی (آگاتا)            | ۳۶              |
| آلبوم‌های نیوزیلندی (آرام‌ان‌زد)          | ۳۱              |
| آلبوم‌های نروژی (وی‌جی-لیستا)            | ۱۶              |
| آلبوم‌های اسکاتلندی (شرکت جدول‌های رسمی) | ۲               |
| آلبوم‌های اسپانیایی (پروموزیکای)        | ۸               |
| آلبوم‌های سوئدی (برترین‌های سوئد)        | ۴۰              |
| آلبوم‌های بریتانیا (شرکت جدول‌های رسمی)  | ۵               |
| بیلبورد ۲۰۰ ایالات متحده               | ۱۰              |
| ۳                                      |                 |

## تاریخچه انتشار
| منطقه | تاریخ          | فرمت(ها)                         | ناشر  | منابع         |
| ----- | -------------- | -------------------------------- | ----- | ------------- |
| مختلف | ۱۷ نوامبر ۲۰۲۳ | دانلود دیجیتال استریم وینیل ئی‌پی | آیلند | [ ۱۹ ]        |
| مختلف | ۶ دسامبر ۲۰۲۴  | سی‌دی کاست                        | آیلند | [ ۲۰ ] [ ۲۱ ] |